# انفجار ۲۰۱۲ دنیپروپتروفسک
انفجار ۲۰۱۲ دنیپروپتروفسک (انگلیسی: 2012 Dnipropetrovsk explosions) یک سری انفجارات هماهنگ در دنیپرو، اوکراین در ۲۷ آوریل ۲۰۱۲ رخ داد. بمب‌ها بین ساعت ۵۰: ۱۱و ۰۰: ۱۳ نزدیک چهار ایستگاه تراموا منفجر شدند. انگیزه‌های مهاجمان برای انفجارات مشخص نشد.

## پیشینه
اوکراین پیش از این گرفتار تروریسم سیاسی نشده بود، اما انفجارهای قبلی مرتبط با عملیات جنایتکارانه به این مسئله دامن زد. در ژانویه ۲۰۱۱ دو انفجاری که پیش از سحرگاه آن روز در بیرون دفتر یک شرکت معدن زغال‌سنگ و سپس مرکز خریدی در شهر اوکراین ماکیئیفکا رخ داد تلفاتی در برنداشت. با اینحال مقامات نامه‌هایی تهدید آمیز دریافت کردند و برای پایان دادن به این انفجارات درخواست پول کرده بودند. در این زمینه مجرمین دستگیر و به حبس‌های طولانی‌مدت محکوم شدند. انفجار دنیپروپتروفسک، ۴۰ روز پیش از برگزاری بازی‌های جام ملت‌های اروپا ۲۰۱۲، به میزبانی لهستان و اوکراین رخ داد. این مسئله نگرانی‌های امنیتی را در مورد امنیت بازی‌ها افزایش داد، هر چند که برگزاری مسابقه در دنیپروپتروفسک در برنامه‌ریزی بازی‌ها قرار نگرفت. با این حال یوفا به دلایل امنیتی هرگونه فرضیه وجود عملیات در این رقابت‌ها را رد کرد. هریگوری سرکیس، رئیس فدراسیون فوتبال اوکراین اعلام کرد که این انفجارها به منظور خراب کردن چهره اوکراین در مسابقات جهانی فوتبال بوده‌است. توسک نخست‌وزیر لهستان اظهار داشت: «به مسئله امنیت مسابقات جام ملت‌های اروپا باید با نهایت جدیت برخورد شود.»